# Excitobates
Excitobates là một chi động vật lưỡng cư trong họ Dendrobatidae, thuộc bộ Anura. Chi này có 2 loài và 50% bị đe dọa hoặc tuyệt chủng.

## Hình ảnh

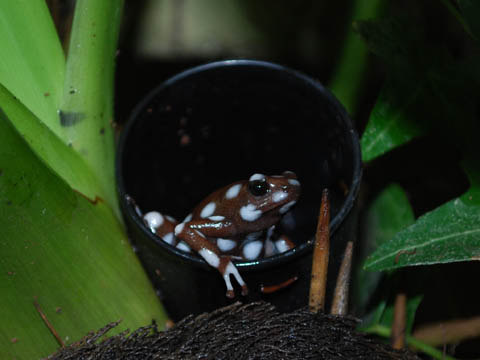